# Думитреску, Петре
Петре Думитреску (рум. Petre Dumitrescu; 18 февраля 1882, Добридор, уезда Долж, Румыния — 15 января 1950, Бухарест) — румынский военный деятель, армейский генерал (1942), командующий 3-й румынской армией на юго-западном участке советско-германского фронта во время Второй мировой войны.

## Биография
Петре Думитреску родился 18 февраля 1882 года в городе Добридор в Румынии. Поступил в инженерно-артиллерийскую офицерскую школу в 1901 году, окончив её в 1903 году со званием младшего лейтенанта. В 1906 году Думитреску был повышен до звания лейтенанта, в 1911 году стал капитаном. В том же году он поступил в военную академию в Бухаресте, которую окончил в 1913 году. 

### Вторая Балканская и Первая мировая война
Участник Второй Балканской войны. К началу Первой мировой войны был майором. В течение войны продвигался по служебной лестнице, в 1917 году стал подполковником, в 1920 — полковником, в 1930 — бригадиром и в 1937 — генерал-майором.
До начала Второй мировой войны служил военным атташе в Париже (1930—1932) и Брюсселе (1932—1935). После возвращения в Румынию Думитреску — первый заместитель начальника Генерального штаба армии (1935—1937), командир 1-го армейского корпуса (1937), главный инспектор артиллерии (1937—1939). В 1940 назначен командующим 1-й армией. 25 марта 1941 года назначен командующим 3-й армией. Этот пост он занимал в продолжение всей войны.

### Вторая мировая война

#### На стороне стран оси
5 июля 1941 года 3-я армия под руководством Думитреску атаковала Северную Буковину и заняла Черновцы. 3-я армия во главе с Думитреску пересекла Прут с целью захвата Северной Бессарабии в ходе приграничного сражения в Молдове. В продвижении к Днестру правый фланг 3-й армии прикрывала германская 11-я армия. В то время как 11-я армия продолжила продвижение через Днестр к Южному Бугу, 3-я армия Думитреску осталась на румынской территории.
В сентябре 1941 года Думитреску отбил попытку советских войск переправиться через Днестр на востоке позади позиций 11-й армии. После того, как правительство Румынии согласилось продолжить войну за пределами своей территории, Думитреску возглавил 3-ю армию в наступлении на Крым. К 10 октября 1941 года 3-я армия прошла расстояние в 1700 километров от румынской границы, приняв участие в 4-х крупных сражениях и 42-х мелких боях. К этому времени 3-я армия захватила 15 565 пленных, 149 танков, 128 орудий и более 700 пулемётов, потеряв при этом 10 541 человек (из них 2555 погибших, 6201 раненых и 1785 пропавших без вести).
За участие в кампании Думитреску 1 сентября 1942 года был награждён Рыцарским крестом Железного креста, став вторым румыном, получившим эту награду (после Антонеску). 17 октября Думитреску был награждён Орденом Михая Храброго 3-й степени. 18 июля 1942 года Думитреску стал армейским генералом. Вскоре после повышения Думитреску с армией выдвинулся к Таманскому полуострову, создав жизненно необходимую странам Оси линию снабжения войск. В числе других его наград того времени — Крест 1-го класса Ордена Звезды Румынии в 1942-м и Большой крест Ордена Короны Румынии в 1943-м году.
Так как немецкие войска под Сталинградом нуждались в подкреплениях, немецкое командование направило под Сталинград множество румынских частей, ослабив тем самым 3-ю румынскую армию. Это было частично компенсировано сведением всех румынских войск на юго-западном участке фронта в 3-ю армию под командованием Думитреску. Верховное командование, однако, игнорировало сообщения Думитреску об усилении натиска советских войск на юго-западе. Точно так же командование не рассмотрело предложения Думитреску об атаке предмостных укреплений на реке Клетская.
19 ноября 1942 года советские войска начали мощное наступление на юго-западном участке фронта, взломав линию обороны армии Думитреску, разрезав армию на несколько частей. 23 и 24 ноября капитулировали две окруженные группировки из состава 3-й румынской армии во главе с дивизионным генералом М. Ласкаром и бригадным генералом Стэнеску (3 генерала, до 29 000 солдат и офицеров). Это была самая крупная капитуляция перед советскими войсками с начала войны. Фронт армии рухнул и через него советские танковые корпуса устремились к городу Калач-на-Дону и там замкнули кольцо окружения вокруг 6-й немецкой армии в Сталинграде.
Уцелевшие части 3-й армии окопались на реке Чир, но в декабре были выбиты и оттуда советскими войсками. По существу, 3-я румынская армия была уничтожена и её пришлось воссоздавать заново. Но при этом Думитреску был оставлен на посту командующего.
19 февраля 1944 года Думитреску был награждён Орденом Михая Храброго 2-й степени, а 4 апреля того же года получил Дубовые листья к Железному кресту.
После начала Ясско-Кишинёвской операции 1944 года армия была сбита с занимаемых рубежей по Днестру, в том числе советским войскам удалось форсировать Днестровский лиман. Думитреску планировал отступление к Бухаресту, избегая при этом столкновений с советскими войсками. Несмотря на это, советские войска настигли 3-ю армию, и к тому времени, когда остатки 3-й армии подошли к Бухаресту, в плен попало около 130 000 румынских солдат (включая пленных солдат из 4-й румынской армии).

#### На стороне антигитлеровской коалиции
После переворота 23 августа Румыния вышла из войны, и войска Думитреску повернули оружие против немцев, захватив в плен около 6 000 немецких солдат. Думитреску был переведён в резерв в августе 1944 года. 

### Обвинения в военных преступлениях
После окончания войны в мае 1946 года вместе с генералами Леонардом Мочульски, Ионом Думитраке и Николае Дэскелеску Думитреску обвинялся в военных преступлениях (ст. 312/1945) на юге СССР и на Кавказе, но вскоре был оправдан народным трибуналом из-за отсутствия улик. Петре Думитреску скончался своей смертью в своём доме в Бухаресте в 1950 году.